# 黃吳秀妹
秀妹阿嬤（1917年—2012年11月3日），本名黃吳秀妹，冠夫姓，桃園客家人，在日治時期被迫成為臺籍慰安妇。

## 生平

### 早期生活
吳秀妹為桃園出生的客家人，在九歲時成為童養媳，但養父早死，遂被養母責怪，在屏東過著辛苦的日子。1940年，她被日本政府強徵到廣東成為慰安婦，受害期間約1年。她曾說：「當時的糟蹋，讓我的身體變不好，日本政府會忘記，我永遠忘不了。」
三十四歲時，吳秀妹與外省籍退伍軍人黃元章結婚，兩人搬到台北縣瑞芳鎮猴硐。丈夫在瑞三煤礦擔任整煤工人，1960到1970年間，當時月薪新台幣1千多元至2千多元，供一家三口過日子，算是很不錯的薪水，阿嬤自己則種菜、賣菜貼補家用，住約二十幾年。丈夫六十五歲退休後，兩人搬到桃園中壢買屋居住，但他仍每週末回到侯硐，和外遇對象在一起，黃吳秀妹非常痛苦也很生氣，但也無可奈何。她三十多年來沒回去過侯硐。

### 晚期生活
1996年，婦女救援基金會為慰安婦阿嬤們設計身心工作坊，以戲劇、藝術等方式幫助曾飽受身心摧殘的她們療癒。
早期，秀妹阿嬤顧慮家人感受，較不願露面，後來在活動中受到各界正面回應，讓她願意站出來為所有的慰安婦發聲，曾前往日本、澳洲、韓國等地參與活動。2003年4月2日到3日，多名慰安婦阿嬤在臺北縣金山好望角渡假民宿，吐露了她們當時所愛過的日本人。秀妹阿嬤也吐露說：「我不會和別人愛過，只和你愛過，想說你對我好，想和你做夫妻。想你想了一年多，但是你不能來，不知道你是不是戰爭死了。『你把我的名字冠上你的姓，代表當我是你的太太』在信中寫著，『送你到船頭』，卻見不到你……我愛你。」
一次的身心照顧工作坊中，透過椅子裝扮青春少女與日本軍人的對話，讓輔導者洪素珍佩服與感動的是那時秀妹阿嬤對著日本軍官說：「不管過去你跟我有什麼牽連，我現在讓你自由、原諒你。」，秀妹阿嬤再對著年輕的自己說：「我也原諒妳，我知道妳辛苦，年輕時後被騙，妳不是故意的。」
2005年秋天，婦援會帶慰安婦阿嬤到韓國分享之家拜訪韓國慰安婦阿嬤時，一位韓國老婦熱情地邀請參觀她的房間，大家的目光頓時被牆上一幅韓國阿嬤穿白色婚紗的照片給吸引，這是韓國慰安婦支援團體為這群年輕時沒機會穿婚紗的阿嬤們所拍攝的。當時90歲的秀妹阿嬤面露羨慕眼光，直說：「穿得這麼漂亮喔！」大家也表達對自己年輕時沒機會穿婚紗的遺憾。返台後，婦援會也想替這群阿嬤拍婚紗。
2006年3月28日，秀妹阿嬤與陳鴦阿嬤、滿妹阿嬤、寅嬌阿嬤等慰安婦阿嬤在四四南村參加首位露臉慰安婦鄧高寶珠的告別式，協助慰安婦向日本政府求償的日本人柴洋子也來台緬懷。
婦援會針舉辦「阿嬤穿婚紗」、「阿嬤園遊會」、「阿嬤參觀總統府」等活動婦為僅存的慰安婦推動圓夢計劃。2006年4月18日，由專長戲劇治療的洪素珍帶領下，婦援會替六名阿嬤拍婚紗，台北的青樺婚紗免費提供婚紗，蘇菲亞國際美容短期補習班義務化妝。之前秀妹阿嬤被問時，這樣回答：「自己做過慰安婦是找不到好人家的，還好有一個『老芋仔』要和我『鬥陣』（在一起），哪敢想婚禮！」當她知道安排時，靦腆地掩嘴笑說：「要做老新娘？真是不好意思。」年紀最大的她興奮地直到凌晨3點才闔眼，同一時間小她9歲的滿妹阿嬤卻因為難以入睡而起床抹胭脂。化妝時，秀妹阿嬤從鏡子裡瞅著自己，說：「唉呦！甘一定要抹這麼多粉？感覺親像是在刷油漆！」
2007年8月14日，秀妹阿嬤與陳鴦阿嬤、沈中阿嬤、滿妹阿嬤、寅嬌阿嬤到日本交流協會抗議。該年底初冬，婦援會慰安組安排秀妹阿嬤從桃園再次探訪和先夫曾生活長達二十幾年的故居──侯硐山城，並與老鄰居、作麵攤的阿梅、阿秀敘舊。阿梅說：「（秀妹）阿嬤以前很愛漂亮，都是穿金戴銀下山來賣菜，我老是提醒她不要戴這麼多金子在身上，以免被人家搶。」敘舊聊天離開後，秀妹阿嬤才對慰安組工作人員娓娓道來「穿金戴銀」的原因是因為當時丈夫外遇，她沒有安全感，才將大部分的錢拿去買黃金。
因參加活動多次出國搭機的秀妹阿嬤曾表示：「如果不是被騙成為慰安婦，說不定也有機會當空姐。」因此婦援會也和中華航空合作，幫秀妹阿嬤實現一日空姐的夢想。2009年7月24日，於經華航人員美姿美儀、客艙服務、逃生訓練等專業訓練，並事前為秀妹阿嬤量身訂製空姐制服，由其他慰安婦及朋友共10多人陪伴登上模擬客艙充當乘客。只見她有模有樣地服務在場親友及工作人員，雖偶有出錯，但帶來不少歡笑，因有不願曝光慰安婦參與而未公開，數日後才公布活動照片。
秀妹阿嬤與滿妹阿媽是好友，在2009年曾陪後者去連續劇《娘家》的拍攝現場。
吳秀菁計畫拍攝《蘆葦之歌》時，秀妹阿嬤曾在家趕走她。後來吳秀菁和秀妹阿嬤約時因訪問時間出錯，結果碰上她家人生日。當天她孩子熱情招呼他們一起吃飯，飯後接受吳秀菁訪問，當時秀妹阿嬤就坐在他們旁邊，第一次聽兒孫說出對她的看法，非常訝異。吳秀菁那時覺得，攝影機好像變成修復促進者，紀錄片拍攝對被拍攝者其實也有極大療癒效果。吳秀菁還記得有次秀妹阿嬤應邀來總統府，馬英九總統蹲下來跟她講：「不是妳的錯。」
2012年11月3日，秀妹阿嬤因呼吸衰竭而病逝，享耆壽95歲，當時是全球最高齡的慰安婦。婦援會在12月9日晚間7時30分，在劍潭青年活動中心集賢廳舉辦追思紀念會暨慰安婦運動在台20週年回顧。

## 身後
2016年中華民國立法委員選舉，新黨不分區立委候選人王炳忠在臉書貼出當初他與秀妹阿嬤的合照，並表示很難過、痛心，十年了還是不能替秀妹阿嬤討回公道。

## 評價
婦援會董事長黃淑玲表示，秀妹阿嬤是最年長、也最樂觀開朗的阿嬤。
婦援會楊麗芳對秀妹阿嬤如此評語：「歷史無法在阿嬤的一生中得到最後解答，但在那一刻，阿嬤讓自己與傷害她的日本軍人得到自由，這種智慧不是一般人所擁有的……透過來賓的記憶，彷彿時空交錯，讓我們親眼見證了這位勇者如何在逆境中面對自己遭遇的一切。」